# 柱本村
柱本村（はしらもとむら）はかつて岐阜県本巣郡に存在した村である。
現在の本巣郡北方町柱本、柱本池之頭、柱本白坪、柱本南などに該当する。

## 歴史
- 江戸時代、この地域は磐城平藩領であった。
- 1889年（明治22年）7月1日 - 町村制により、柱本村が発足。
- 1897年（明治30年）4月1日 - 生津村、馬場村、高屋村が合併し、生津村が発足。同日柱本村は廃止。